# Peltophorum dubium
Espèce
Peltophorum dubium est une espèce de plantes à fleurs de la famille des Fabaceae (ou légumineuses). C'est un arbre originaire des régions tropicales de l'Amérique du Sud.
Appelé Yvyrá-pytá ou Ibirapitá, en Argentine et au Paraguay, árbol de Artigas en Uruguay, Cana-fístula au Brésil, c'est un arbre de grande dimension, de 20-25 m de hauteur à tronc droit.

## Synonymes
- Baryxylum dubium (Spreng.) Pierre
- Caesalpinia dubia Spreng.
- Peltophorum vogelianum Benth.

## Photographies

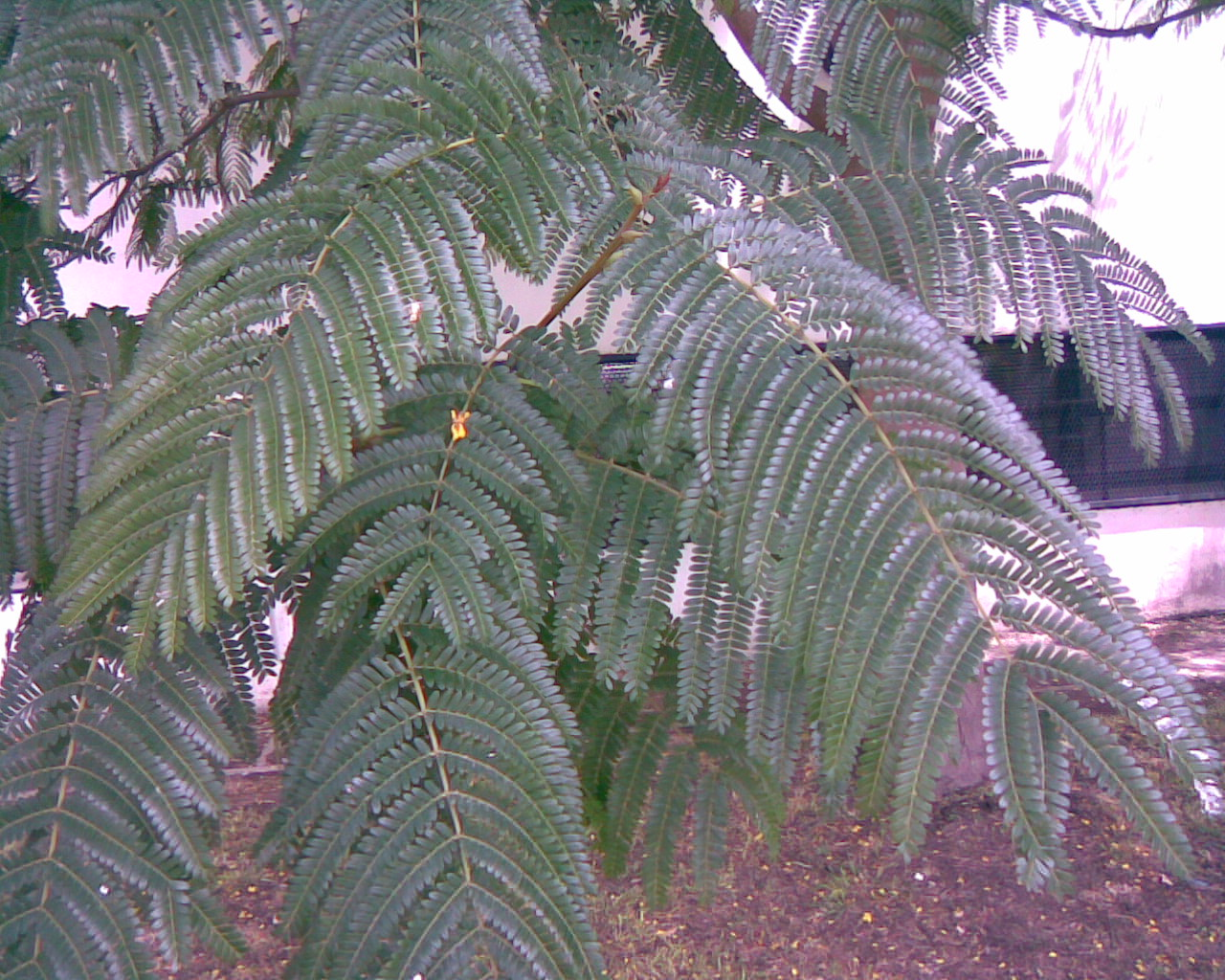
Feuilles de Peltophorum dubium.
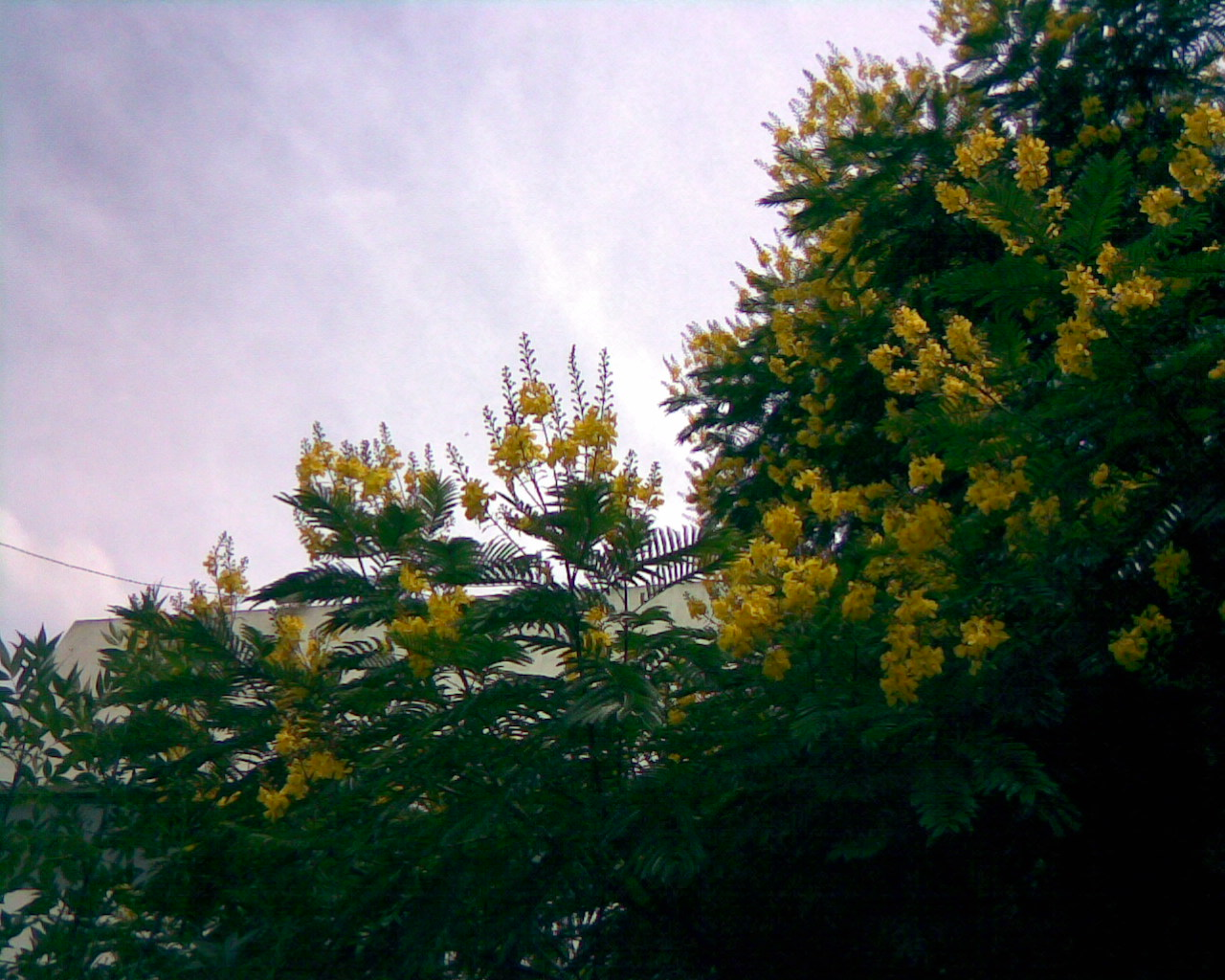
Fleurs de Peltophorum dubium.